# Towern
Towern (engelska: Tower of London eller officiellt His Majesty's Royal Palace and Fortress) är en medeltida, kunglig borg vid Themsens norra strand i London, vars primära funktioner under lång tid var att vara en fästning, ett kungligt palats och ett fängelse, särskilt för högt uppsatta fångar såsom Prinsarna i Towern och den framtida drottning Elisabet I. Towern var ett kungligt residens till början av 1600-talet.
Towern har även varit en plats för avrättning och tortyr. Där finns vapenhus, skattkammare, zoo, Royal Mint och observatorium samt är sedan 1303 den plats där Storbritanniens riksregalier förvaras. Towern ligger inom London Borough of Tower Hamlets och separeras från den östra delen av finansdistriktet City of London av den öppna plats som kallas Tower Hill. Mellan floden och Towern ligger en gångbro med vyer över floden, Towern, London Bridge, samt HMS Belfast och London City Hall på andra sidan floden.
Huvudbyggnaden, White Tower uppfördes 1078 i romansk stil av Vilhelm Erövraren, som lät befästa platsen redan 1066. Dess vaktstyrka kallas Yeomen Warders, men går i folkmun under benämningen beefeaters. De bor tillsammans med sina familjer på Towern, och det är drygt 100 personer som är bosatta på Towern idag. Nästan 2,5 miljoner människor besöker borgen varje år. I Towern hålls även en grupp tama korpar. Det sägs att när de flyttar går riket under, så för att förhindra en sådan katastrof har de blivit vingklippta.
Towern upptogs på Unescos världsarvslista 1988.

## Historia

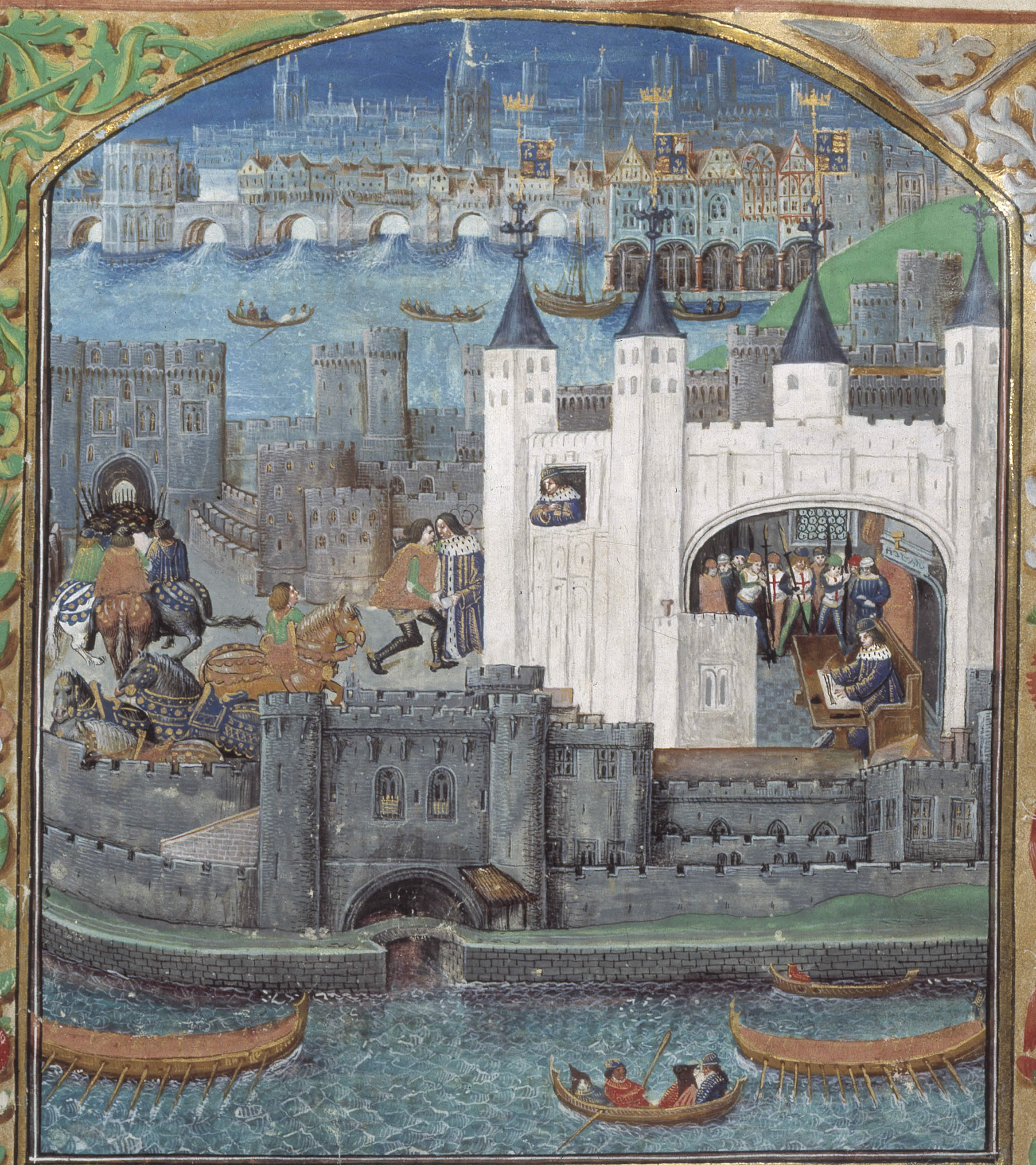
Towern på 1400-talet i ett manuskript med dikter av Charles, hertig av Orléans (1391-1465) till minne av hans fångenskap där (British Library).

Towern grundlades efter segern 1066, byggstarten skedde troligtvis år 1078. Att bygga fästningar var ett centralt element i normandernas krigföring. Anglosaxarna hade många små träfästningar, men de var svaga och man hade inte utarbetat bra metoder att försvara dem. Normanderna var däremot upptagna med att säkra områden genom att bygga fästningar där de skulle kunna känna sig trygga om anglosaxarna skulle göra uppror.  
Towern var ursprungligen ett mindre träfort. Vilhelm beordrade att träfortet skulle rivas och att det skulle ersättas av något mer solitt. Det skulle, som han uttryckte det, vara en symbol för hans makt, en fästning som försvar, och ett fängelse för hans fiender. . White Tower stod klart omkring 20 år senare. Under det följande århundradet bestod Tower bara av denna enda byggnad med en liten borggård och en enkel ringmur.

### Den första utbyggnaden

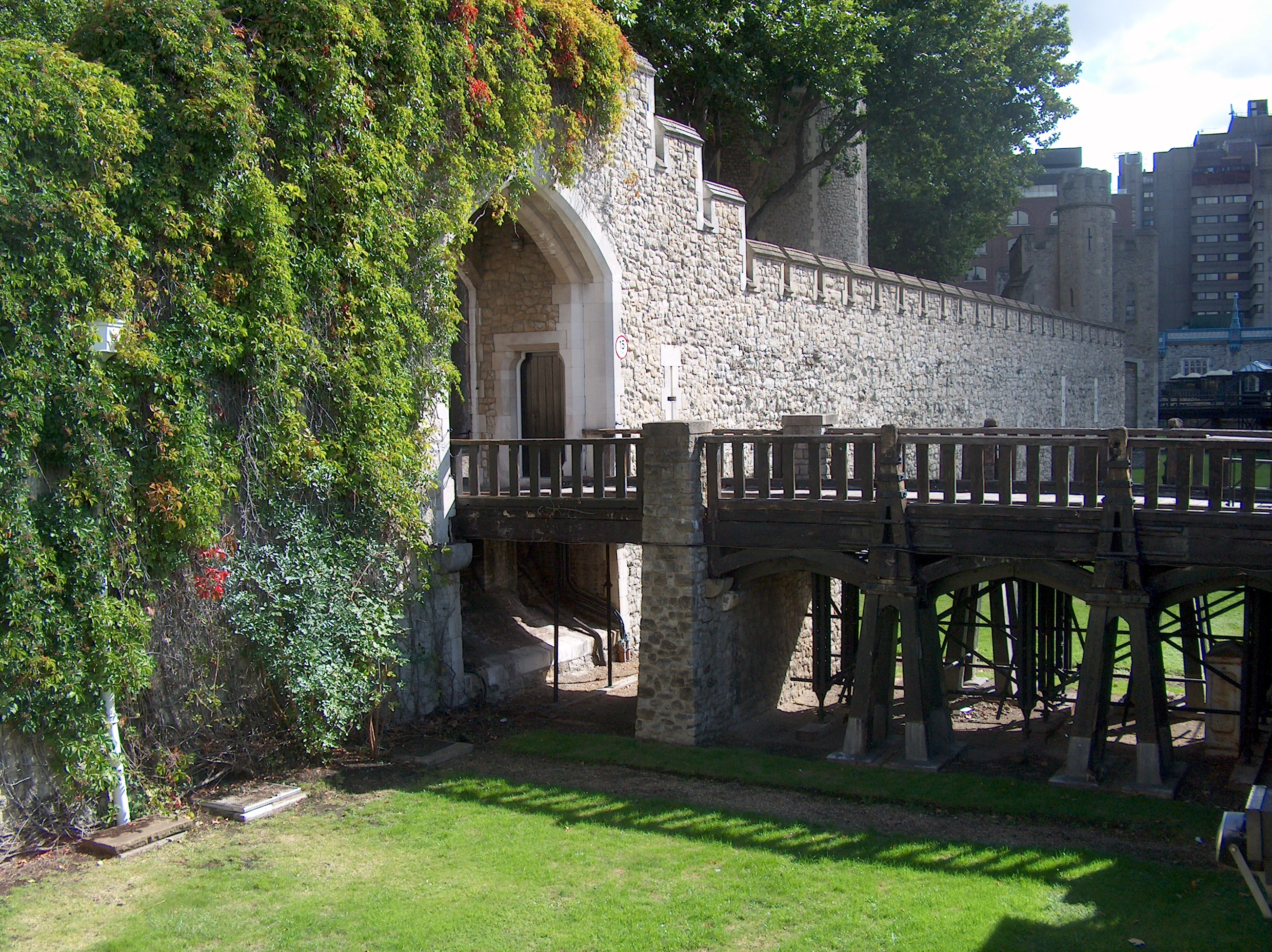
Vallgraven.

Den första påbyggnaden påbörjades år 1189 av rikskanslern när Rikard I av England var på korståg. Borggården runt White Tower blev dubbelt så stor, och ny ringmur med torn omgärdat av en ny vallgrav uppfördes. Den färdigställdes år 1199 av Rikards bror och efterträdare Johan. 
Under Henrik III (1216–1272) fokuserades först på slottets roll som kungligt palats. Mellan White Tower och floden uppfördes kungliga bostäder. Kungen lät även bygga en djurpark för att kunna roa sig innanför murarna. Sedan denna utbyggnad var färdig hamnade Henrik i konflikt med sina baroner, och behövde en ny utbyggnad. Återigen fördubblades ytan, denna gång på alla tre landsidor, så White Tower hamnade i mitten. Även en ny ringmur och en ny vallgrav uppfördes.

### Slottet färdigställs
Under Edward I (1272–1307) fick Towern den storlek den har idag. Mellan 1275 och 1285 lade kungen mer än dubbelt så mycket resurser på Towern som hans far hade gjort under hela sin långa regeringstid. Det anlades en ny vallgrav och en ny ringmur längs floden. I muren längs Themsen byggdes nya kungliga gemak, Den nya huvudporten mot land blev kraftigt befäst.  

### Fästningen intas
Under  bondeupproret år 1381 intogs Towern och Simon Sudbury, ärkebiskop av Canterbury och rikskansler mördades. Detta skylldes inte på svagheter i försvarsanläggningen, utan på att garnisonen inte försvarade slottet. Då slottet intogs hade kung Rikard II lämnat det för att förhandla med upprorsmakarna och då en stor folkmassa kom till Towern, fruktade soldaterna att de skulle sätta kungens liv i fara om de gjorde motstånd.  
Towern intogs igen 1460, under Rosornas krig. Det blev bombarderat och belägrat och garnisonen valde att kapitulera med goda villkor hellre än att utkämpa en strid de inte kunde vinna.

### Flera funktioner

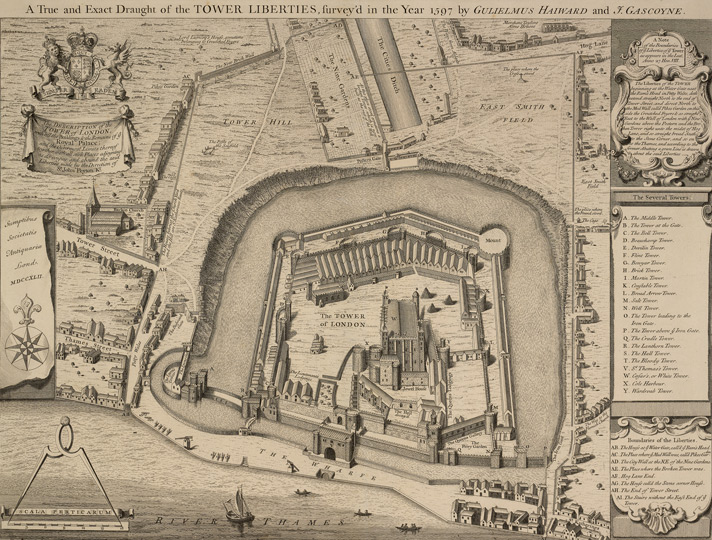
Towern år 1597.

Efter att Edvard I hade utvidgat Towern kom flera viktiga institutioner att flyttas dit som den största kungliga skattkammaren och det största myntslageriet (Royal Mint), rikets hovarsenal och ett arkiv för offentliga dokument. Bryggorna utvidgades så att de gick längs hela flodbrädden så att gods lättare kunde transporteras ut och in från Towern. Det var även under denna tid som Towern började användas som fängelse, något som skulle komma att bli en viktig funktion under tudortiden och elisabetansk tid.

### Ny karaktär

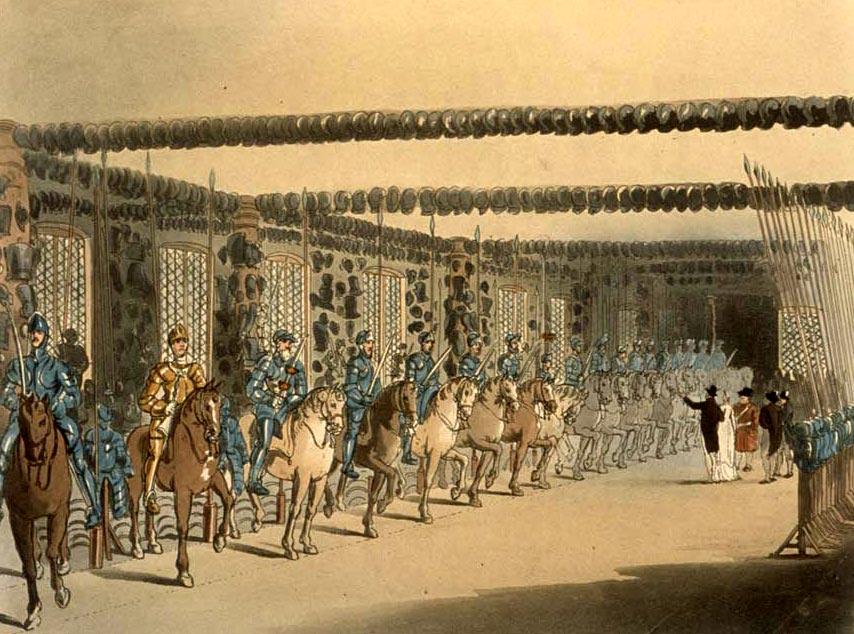
Under 1700-talet blev Towern en turistattraktion; här är en vapenutställning i början av 1800-tal.
Thomas Rowlandson och Augustus Pugin cirka 1808.

Vid  restaurationen år 1660 inleddes en ny fas i Towerns historia. Under Karl II skedde stora förändringar. Hans far, Karl I hade förlorat kontrollen över London under det engelska inbördeskriget, och Karl II ville förhindra att det skulle kunna ske igen. Slottet rustade upp rejält, med artilleri och utvidgad arsenal.  
Samtidigt började man att öppna slottet för besökare. Riksregalierna ställdes ut. En utställning med historiska vapen öppnades. Towern användes fortfarande som fängelse, men i betydligt mindre grad än under tudormonarkerna. Det var främst vid större nationella kriser, som jakobitupproren åren 1715 och 1745, samt under franska revolutionen, som man placerade fångar där. Royal Mint och dokumentlagret fanns fortfarande i Towern. 
Den militära aspekten stärktes igen år 1826, då hertigen av Wellington blev konstapel av Towern. Han trodde, som många andra, att en revolution när som helst kunde utbryta i England, och menade att säkra Towern var centralt. Royal Mint hade då redan flyttat, men Wellington lade ned djurparken och lät flytta dokumentlagret. Grand Storehouse, den största arsenalbyggnaden, ödelades i en brand 1841 och han fick bygga en ny stor arsenals- och kasernbyggnad. Wellington ansåg även att allmänheten inte skulle ha tillgång till Towern, men detta fick han inget gehör för.

### Världskrigen
Under första världskriget förblev Towern öppet för allmänheten. Men på grund av luftangrepp var man några gånger tvungen att stänga. Den tyske kejsaren hade i början av kriget givit klara order om att historiska monument eller kungliga slott i London inte skulle vara bombmål, men siktmetoderna var ej så precisa, Towern ligger nära Londons ekonomiska centrum och nära ett industriområde på södersidan av Themsen. Den 13 juni 1917 fälldes en bomb i vallgraven vid Legge's Mount; den exploderade dock inte, och de enda skadade var två duvor. Under senare bombräd skadades dock Towern. Skadan på  Bowyer Tower, orsakades inte av en tysk bomb utan av en luftvärngranat som avfyrades från Tower Bridge. Den exploderade inte som den skulle, utan föll ned på tornet. Kanonen kommenderades av Charles Foulkes,  curator över Tower Armouries, som blev känd 19 maj 1918 då han sköt ned ett bombflyg, det enda som sköts ned över London under första världskriget.  
Under första världskriget kom Towern att åter användas som fängelse. Elva tyska spioner avrättades genom arkebusering mellan november 1914 och april 1916. Några av dem sköts i vallgraven, andra på den lilla skyttebanan som uppförts så att soldaterna kunde öva. Den mest kände fången under denna period sir Roger Casement, en  irländsk nationalist som funnits skyldig till högförräderi. Efter några dagar i Towern avrättades han i Pentonvillefängelset den 3 augusti 1916. 
Under andra världskriget blev Towern ett uppsamlingscentrum för krigsfångar. Omkring 180 fångar inspärrades på Towern för att senare tas till krigsfångläger i norra England. De flesta av dem kom från Tysklands flygvapen eller från ubåtar. Två av fångarna var speciella. Den tyske generalkonsulen i Island, Dr. Gerlach, satt där i tre och en halv månad år 1940 och Rudolf Hess satt i Queen's House i fyra dagar i april 1941. Towern slutade att vara en avrättningsplats sedan spionen Josef Jakobs hade avrättats på skyttebanan den 14 augusti 1941.
Bombning orsakade omfattande skador på Towern, speciellt mellan september och november 1941. Omkring femton sprängbomber och ett stort antal brandbomber träffade Towern. Flera byggnader ödelades helt, bland annat North Bastion och Master of Assay Office. Under detta krig stängdes Towern från krigets början för allmänheten och öppnade inte förrän 1 januari 1946.

### Efter andra världskriget
Under efterkrigstiden har många renoveringar skett. Det som är mest synligt för turister är att flera århundradens sotlager har skrapats av murarna. Även byggnader från krigen revs, den sista bunkern revs 1959. 17 juli 1974 inträffade en bombexplosion i granatkastarrummet i White Tower. En person dödades och 41 skadades. Ingen tog på sig ansvaret för bomben, men polisen menade att det var  Provisoriska IRA som låg bakom attacken. Det finns inte längre några kungliga gemak i Towern, men det är fortfarande ett kungligt palats. Därför finns där gardister från Drottningens garde när Towern är öppet för allmänheten, en utanför Jewel House och en vid Queen's House.

## Fängelse och avrättningsplats

### Fångar i Towern
Towern användes som fängelse för personer av hög rang och för religiösa dissidenter. Fångar av hög rang, som i vissa fall var av kunglig börd, placerades i ganska komfortabla celler, medan religiösa fångar inte hade det lika bekvämt. Den första fången som sattes i Towern var biskopen av Durham, Ranulf Flambard. Han befanns år 1100 skyldig till utpressning. Ranulf hade själv deltagit i utvecklingen av Towern efter att den första arkitekten, Gundulf, flyttat tillbaka till Rochester. Han kom även att bli den förste som rymde från Towern, genom att klättra ned för muren med hjälp av ett rep som smugglats in i en vintunna. Att ingen såg något onormalt i att leverera en vintunna till en fånge visar på vilken bekvämlighetsnivå han vistades där. Formellt upphörde Towern att vara fängelse år 1820, men som listan visar användes Towern även vid speciella tillfällen efter denna tidpunkt som fängelse.  

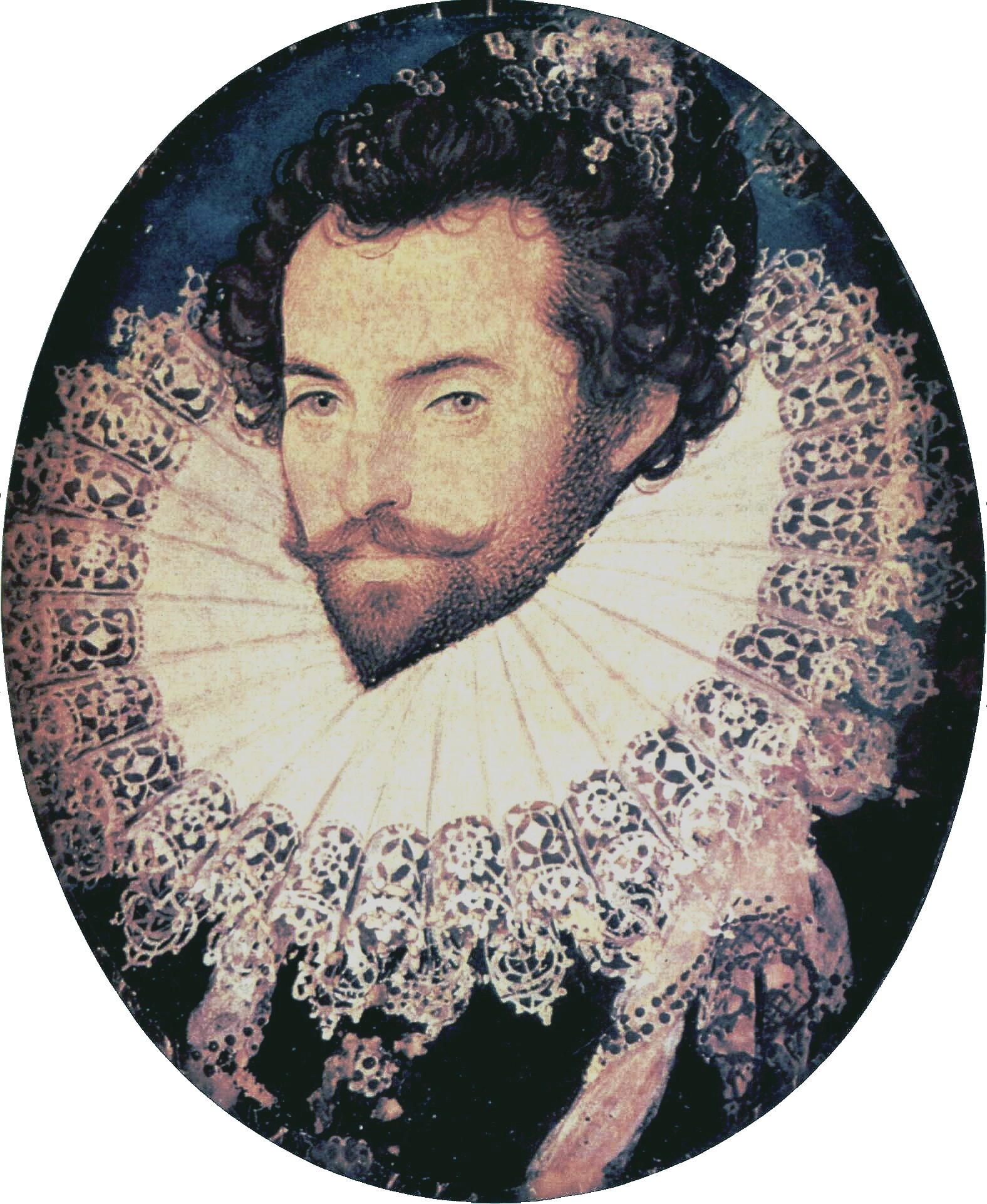
Walter Raleigh var fängslad i Towern i tretton år, och han hade sin fru och sina barn med sig.

- Gruffydd ap Llywelyn Fawr, walisisk prins, död under flyktforsök år 1244
- John Balliol, kung av Skottland
- David II, kung av Skottland
- Johan II, kung av Frankrike
- Prinsarna i Towern, Edvard V och Rikard av Shrewsbury) sattes i Towern år 1483 ingen vet vad som hände med dem sedan.
- Henrik VI, kung av England (mördad 21 maj 1471)
- Margaret av Anjou, Henrik VI:s drottning
- William de la Pole, avlägsen släkting till Henrik VIII (i Tower 1502–1539, och därmed den som satt där längst tid.)
- Thomas More, politiker, humanist och författare, avrättad på Towern 6 juli 1535
- Thomas Cromwell, statsman, avrättad på Towern 1540
- Elisabet I, drottning av England (i Towern i två månader 1554, som prinsessa)
- John Gerard, jesuitpräst (torterad i Towern)
- Walter Raleigh (i Tower 1603–1616, tillsammans med sin fru och sina barn. Skrev sin The History of the World där)
- Niall Garbh O Domhnaill, irisk adelsman
- Guy Fawkes, deltagare i Krutkonspirationen (torterad i Towern)
- Johan Anders Jägerhorn, finlandssvensk officer knuten till den iriska självständighetsrörelsen (i Towern 1799–1801)
- Lord George Gordon, ledaren for Gordonupproret år 1780
- Rudolf Hess, Hitlers ställföreträdare (siste statsfången i Towern)
- Tvillingarna Kray, gangstrar (de sista fångarna i Towern, några dagar år 1952)

### Tortyr

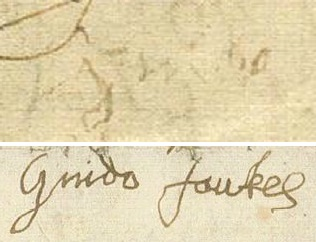
Guy Fawkes' signatur på sitt erkännande; överst mycket svagt precis efter tortyr i sträckbänken, och nederst åtta dagar efter tortyren. Effekten på hans förmåga att styra handen är uppenbar.

Towerns tortyrkammare var beryktad, men användes inte i så hög grad. Bruket av tortyr begränsades tidigt i England, och det var först och främst fångar som hamnat i Towern av religiösa skäl som utsattes för detta. Det fanns inte ens någon permanent tortyrkammare, man använde källaren i White Tower eller torterade fångarna i sina celler.
Bland instrumenten fanns sträckbänken där fångens kropp sträcktes ut, och redskap som hade motsatt effekt, som pressade samman kroppen (Scavenger’s daughter). Båda orsakade smärta och skador som ofta var permanenta. 
Anne Askew är den enda kvinna som man kan dokumentera blev torterad i Towern. Hon sattes där år 1546 efter att blivit åtalad för kätteri. Sir Anthony Kingston, som var konstapel av Towern, fick order om att utföra förhör under tortyr för att hon skulle namnge andra protestanter. Hon lades på sträckbänken och höll ut på ett sätt som fick Kingston att beundra henne. Han vägrade att fortsätta plåga henne, och lordkanslern Thomas Wriothesley fick ta över.

### Avrättningar

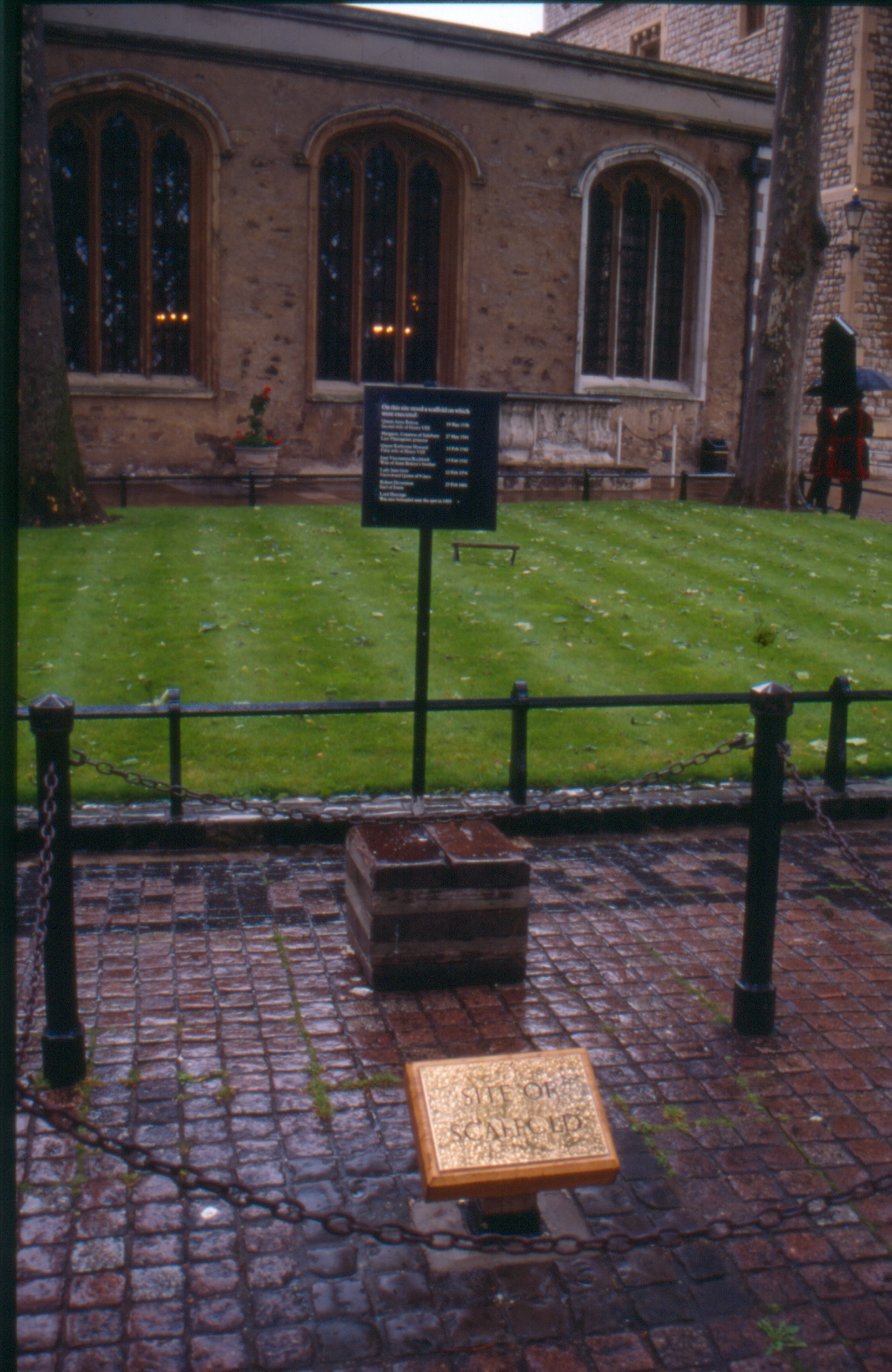
Sju fångar av hög börd, däribland två drottningar, halshöggs i Towern.

Kriminella från lägre klasser avrättades ofta genom hängning på Tyburn eller någon annan avrättningsplats i staden, medan dödsdömda av högre börd halshöggs på Tower Hill precis utanför Towern. Sju personer har avrättats inne i Towern. Fem av dem var kvinnor; medan kvinnor från lägre klasser hängdes offentligt, avrättades inga kvinnor av högre börd på Tower Hill, utan dödades istället innanför murarna. De avrättades på Tower Green, och gravsattes sedan i det kungliga kapellet St Peter ad Vincula precis bredvid. Enklare adel som avrättades på Tower Hill begravdes också i detta kapell. Markeringen med en skylt för avrättningsplatsen är något oprecis eftersom det kunde variera, det fanns ingen permanent schavott på Tower Green.  
De sju, som alla avrättades för högförräderi, var:
- William Hastings, 1:e baron Hastings (1483)
- Anne Boleyn (1536)
- Margaret Pole (1541)
- Katarina Howard (1542)
- Jane Boleyn (1542)
- Jane Grey (1554)
- Robert Devereux, 2:e earl av Essex (1601)

George Plantagenet, 1:e hertig av Clarence, bror till Edvard IV av England, blev avrättad för högförräderi på Towern i februari 1478, men inte genom halshuggning. William Shakespeares version, att han dränktes i en tunna malvasiavin, är dock påhittad, men hans död tycks mer ha varit ett mord än en judiciell avrättning. Andra kungliga fångar som antas ha mördats på Towern är prinsarna i Towern, Edvard V och hans yngre bror Richard av Shrewsbury, 1:e hertig av York. Enligt Thomas Mores History of Richard III lejde deras farbror Rikard III en lönnmördare som kvävde dem med kuddar. Under båda världskrigen skedde avrättningar av spioner på Towern, på en liten skyttebana som nu inte längre finns kvar. Den sista avrättningen utfördes den 14 augusti 1941, då den tyske agenten Josef Jakobs arkebuserades av en pluton från Scots Guards.

## Byggnader

### White Tower

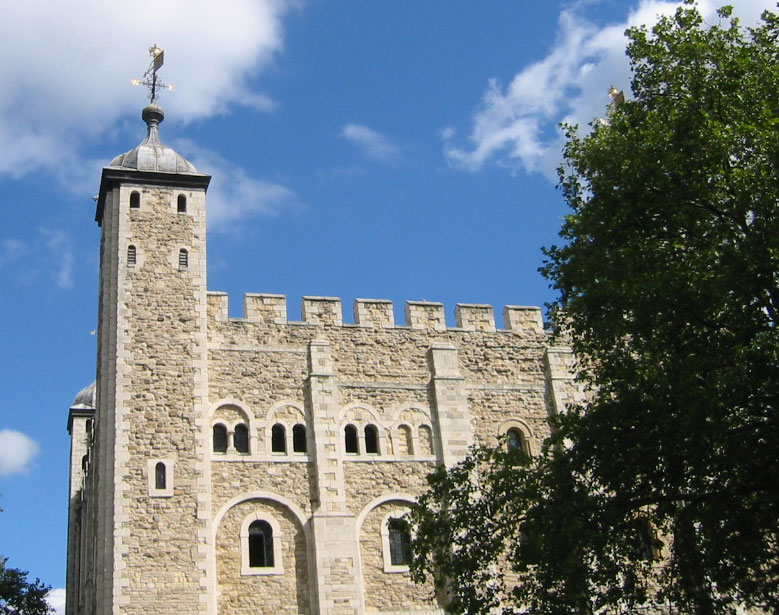
White Tower.

White Tower är den äldsta byggnaden, påbörjad omkring 1078 under Gundulf av Rochesters ledning, och troligtvis färdigställt omkring 1097. Tornet byggdes för att vara en bostad för kungen och konstapeln, med kungen på de övre våningarna och konstapeln nedanför. Då Towern utvidgades under Rikard I flyttade konstapeln ut, till en ny bostad vid ringmuren. Kungen flyttade också, till ett nytt palats. White Tower, med sina tjocka murar,  fortsättningsvis en säker plats för monarken och det kungliga rådet i kristider. 
De kungliga gemaken kom att användas till fångar av högre rang, det var här Ranulf Flambard placerades år 1100, och flera andra kyrkliga och kungliga skulle också komma att hamna där. Det hände att andra fångar placerades i källaren, men det fanns dock ingen permanent fånghåla där. I slutet av  Elisabet I:s regeringstid hade White Tower kommit att bli en arsenal, ett lager för slottets oanvända möbler och kunglig garderob. Under 1700-talet kom de flesta av rummen att användas som militära lager och flera strukturella ändringar genomfördes. Slutligen flyttades lagren ut och Royal Armouries vapenutställning flyttade in. 

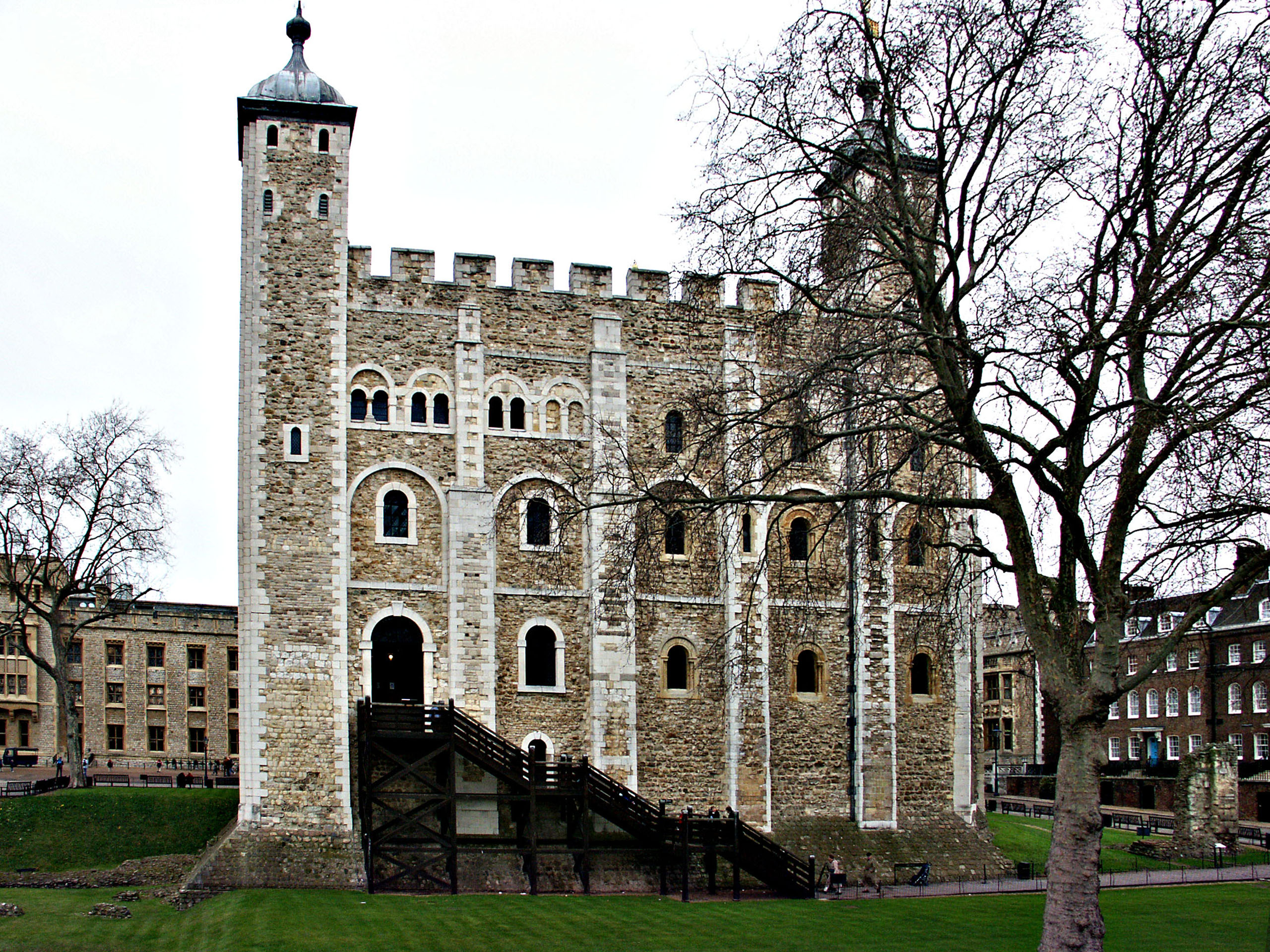
Porten är placerad högt över marken för att göra det svårare att använda murbräcka mot den.

Tornet är 27,4 m högt, och 35,9 m från öst till väst och 32,6 m från nord till syd. Murarna är 4,6 m tjocka vid marken och 3,3 m vid toppen. Materialet är så kallad Kentish rag, en kraftig kalksten från området runt Maidstone. I några delar av byggnaden har finare kalksten från Caen i Normandie använts. Väggarna vitkalkades, vilket gav upphov till namnet White Tower. Det är torn i alla fyra hörn, tre rektangulära och ett runt (nordost). År 1675 använde astronomen John Flamsteed det runda tornet som observatorium, innan han flyttade till Greenwich. Tornens kupoler är från Henrik VIII:s tid. 
År 1715 förstorades fönstren. Detta gjorde att White Tower blev mindre lämpat som fästning, men gav betydligt mer ljus i rummen. Två par av de ursprungliga normandiska fönstren finns bevarade i toppetaget över ingångspartiet. Ingången som nu används är den ursprungliga, men trappan är en rekonstruktion. Porten är placerad högt över marken för att göra det svårare att använda murbräcka mot den.

#### St John's Chapel

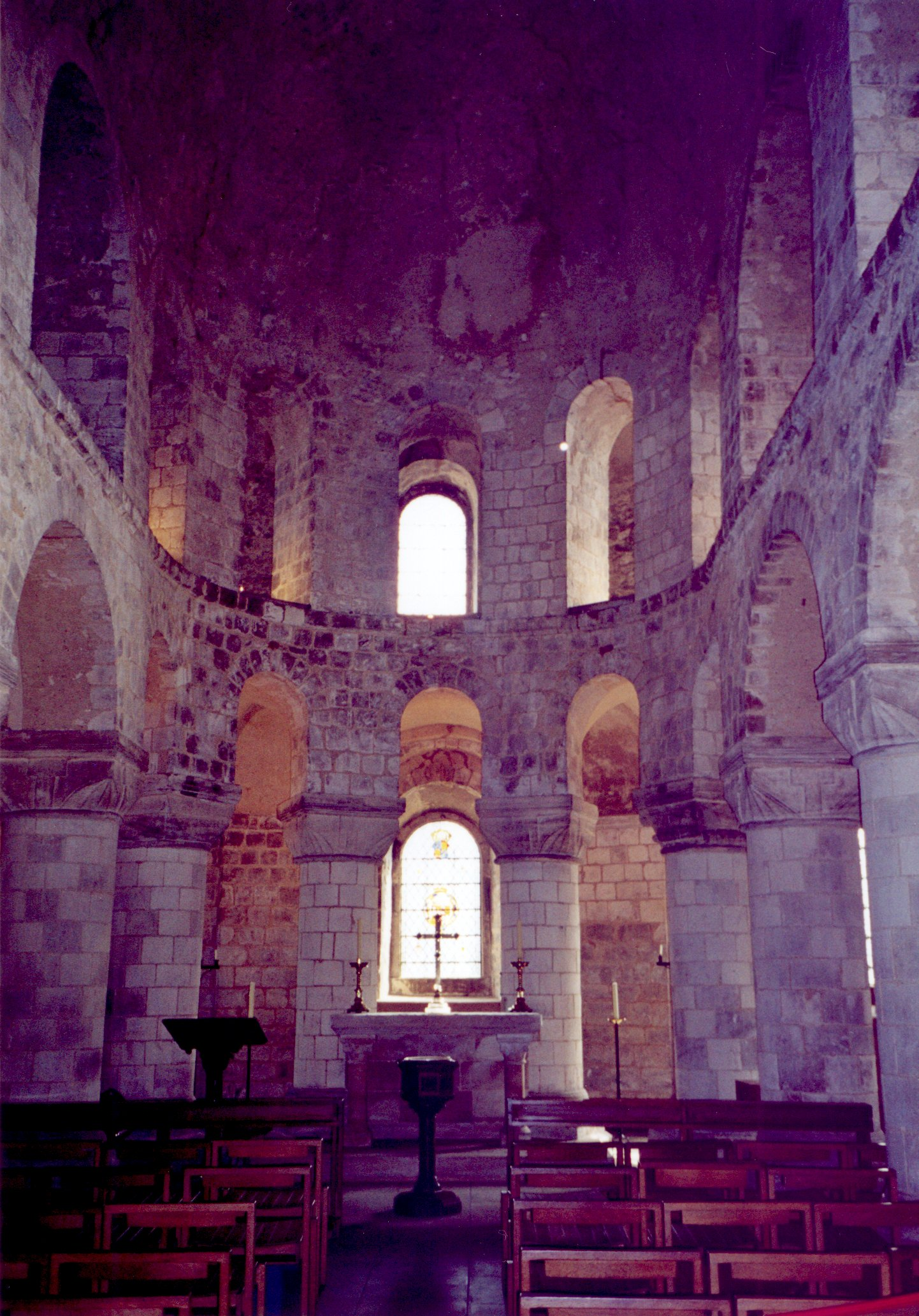
St John's Chapel.

St John's Chapel i White Tower är ett väl bevarat exempel på tidig normandisk kyrkoarkitektur. Det är i kalksten från Caen, som är odekorerad med undantag för kapitälerna. Proportionerna är perfekta, och leder blicken mot absiden med altaret. Som ett kungligt kapell var det rikt dekorerat, all dekoration togs dock bort 1550 under Reformationen. Senare användes kapellet som dokumentlager. Dessa dokument flyttades till en byggnad utanför Towern år  1857, då det föreslogs att kapellet skulle bli klädeslager för armén. Men det restaurerades och började användas som kapell igen. Kapellet har status som Royal Peculiar, och används vid speciella tillfällen.

### Wakefield Tower

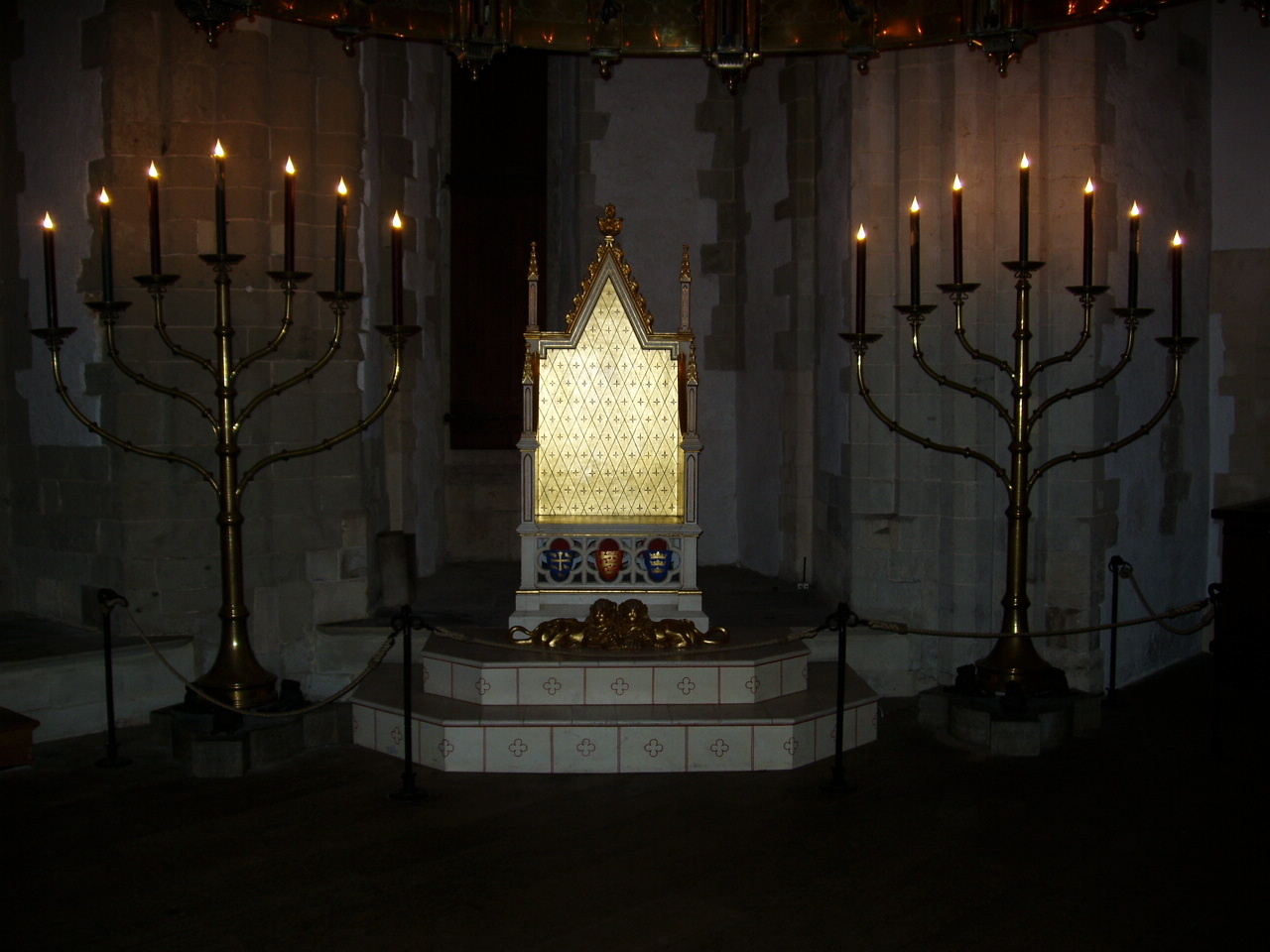
Tronsalen i Wakefield Tower.

Wakefield Tower byggdes mellan 1220 och 1240, under Henrik III. Kungen bodde själv i tornet, som är det största på Towern, med undantag för White Tower. Det var hjärtat av Henrik III:s Towern, och en av huvudpunkterna i försvaret med kontroll över huvudporten vid flodbredden, som sedan inlemmades i Bloody Tower. Den nedre kammaren hade utsikt över floden till 1280, då det fylldes ut mot floden. Den övre kammaren var Henrik III:s sovgemak, med stora fönster mot landsidan och en stor öppen spis. Även om de mest av dekoren är borta så vet man från de instruktioner Henrik III gav hur det såg ut.  
Under Edvard I blev tornet ett förmak till den kungliga bostaden i St. Thomas's Tower, och det är möjligt att den användes som tron- eller audiensrum. En tron, en kopia av S:t Edvards stol i Westminster Abbey, står i dag i rummet. På östväggen finns ett stort fönster med glasmålning, det är kungens oratorium eller privatkapell. Man kan se enkla rester från detta, bland annat ett sakrarium (vask för liturgiska kar) och en sedilia (sittplats for präster). Kapellet är särskilt kopplat till Henrik VI. Efter att han tillfångatagits av Edvard IV år 1471, under Rosornas krig, hölls han fången i Wakefield Tower. Han blev efter kort tid mördad medan han bad i kapellet. 
Tornet användes under lång tid, efter att Henrik VI fängslad där, som dokumentlager, men under 1800-talet blev det istället utställningslokaler för kronregalierna. Dessa flyttades till  Jewel House år 1967. Det har restaurerats, bland annat har det ursprungliga murarbetet, med stenhuggarmärken, blottlagts och timmertaket har tagits fram.

### Lanthorn Tower
Lanthorn Tower byggdes samtidigt som Wakefield Tower. Det ödelades i en brand år 1774, och ruinerna efter det revs inom kort. Den nuvarande byggnaden är en rekonstruktion från viktoriansk tid, med en utställning med många föremål från 1200-talet. Det är troligt att det var i detta torn som Elisabeth I satt som prinsessa under Maria I. Tornet kallades under 1700-talet känt som Queen Elizabeth's Tower, och standarden är hög nog för en prinsessa som inte var fängslad för förräderi, men som måste hållas undan så hon inte skulle kunna konspirera.

### Salt Tower
Salt Tower uppfördes omkring år 1238. En av de första som bodde i den stora kammaren var John Balliol, Skottlands avsatte kung. Han var fängslad där mellan 1297 och 1299. Under tudortiden användes kammaren konstant som fängelse, och är främst känd för de katolska präster som satt där under Elisabet I. Bland annat blev John Gerard torterad i Salt Tower. Några inskrifter på väggarna från denna tid finns bevarade, bland annat ett  IHS-monogram, namnet  Maria och jesuittordens motto Ad maiorem Dei gloriam (’’till större ära för Gud’’).

### Broad Arrow Tower
Broad Arrow Tower har i dag en utställning av så som det kan ha sett ut då sir Simon de Burley bodde där. Han var den unge Rikard II:s privatlärare och var tvungen att söka tillflykt där under bondeupproret år 1381.

### Constable Tower
Tornet restes under Edvard I, men som det ser ut idag är det en återuppbyggnad från 1800-talet.  

### Martin Tower

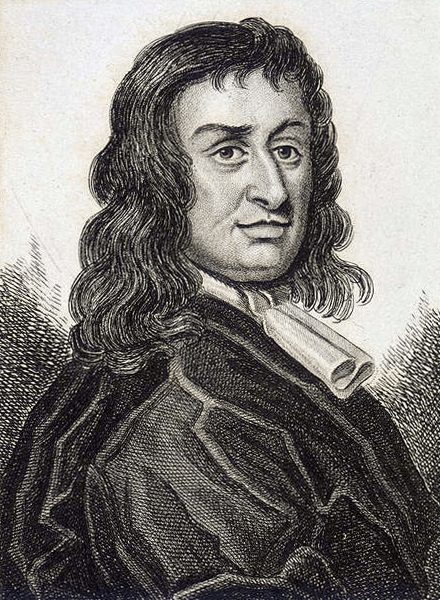
Thomas Blood försökte år 1671 att stjäla kronregalierna från Martin Tower.

Under tudortiden användes tornet som fängelse och flera inskrifter från denna tid finns bevarade. Martin Tower var det första ställe där kronregalierna ställdes ut, 1669. De visades på marknivå, medan väktaren bodde i våningen ovanför. År 1671 stal Thomas Blood regalierna från tornet, men lyckades inte ta sig ut ur fästningen. 

### Brick Tower, Flint Tower och Bowyer Tower
Brick Tower, Flint Tower och övre våningen av Bowyer Tower återuppbyggdes under 1800-talet. Det ska ha varit i Bowyer Tower som George Plantagenet, 1:e hertig av Clarence avrättades eller mördades år 1478.

### Devereaux Tower

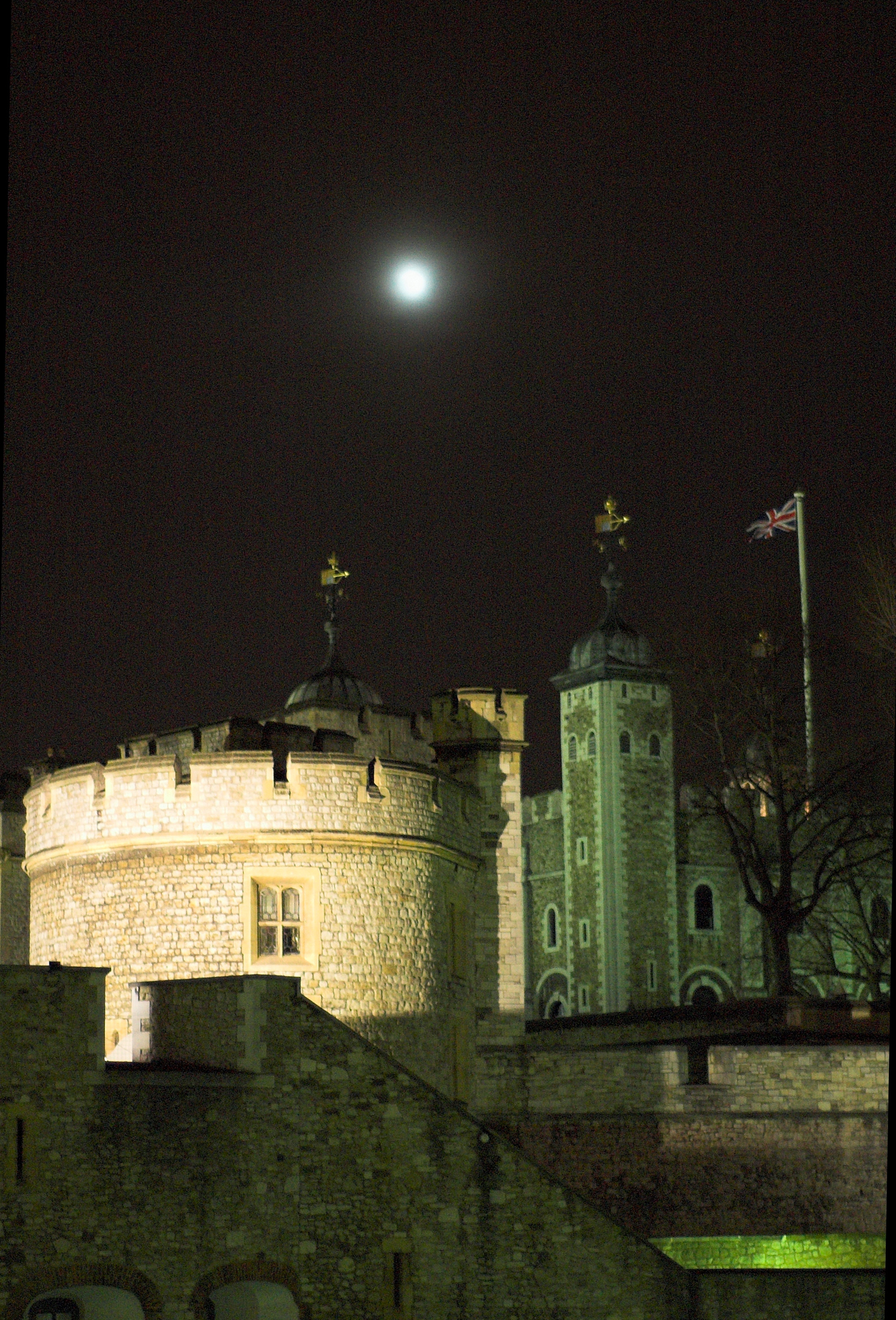
Devereaux Tower, med White Tower till höger.

Devereaux Tower är uppkallat efter Elisabet I:s gunstling Robert Devereux, som var fånge där, och avrättades på Tower Green. Tornet står det nordvästra hörnet av den inre borggården, mot City of London.

### Beauchamp Tower
Beauchamp Tower byggdes av Edvard I omkring 1281, och ersatte porthuset från Henrik III:s utbyggnad. Interiören visar att mycket tegel användes, något som är kännetecknande för byggnader från Edvard I:s tid, och det var på den tiden en innovation inom engelsk slottsbygge. Det är uppkallat efter Thomas de Beauchamp, 12:e earl av Warwick, som satt fängslad av Rikard II från 1397 till 1399. Det var speciellt avsett för fångar av högre börd , och hade en stor kammare och låg precis bredvid konstapeln bostad. Senare satt bland annat John Dudley, 1:e hertig av Northumberland och hans fem söner där, och under Elisabet I dog Philip Howard, 20:e earl av Arundel i tornet.

### Bell Tower
Bell Tower och ringmuren bort till Bloody Tower härstammar från den första utbyggnaden av Towern på 1190-talet. Då stod de nere vid floden. Tornet byggdes troligtvis i tre faser, den nedersta våningen är polygonal, medan den översta är rund. Under de senaste fem århundradena har en klocka ringt varje dag; den nuvarande klockan är från 1651.
Under tudortiden satt många högt uppsatta personer fängslade i Bell Tower, Thomas More, Arabella Stuart och troligtvis James Scott, 1:e hertig av Monmouth. Enligt traditionen ska även Elisabet I ha suttit där som prinsessa under Maria I:s regeringstid. En del av muren kallas därför "Elizabeth Walk". Det är dock mer troligt att hon satt i Lanthorn Tower, som hade betydligt högre standard. .

### Bloody Tower

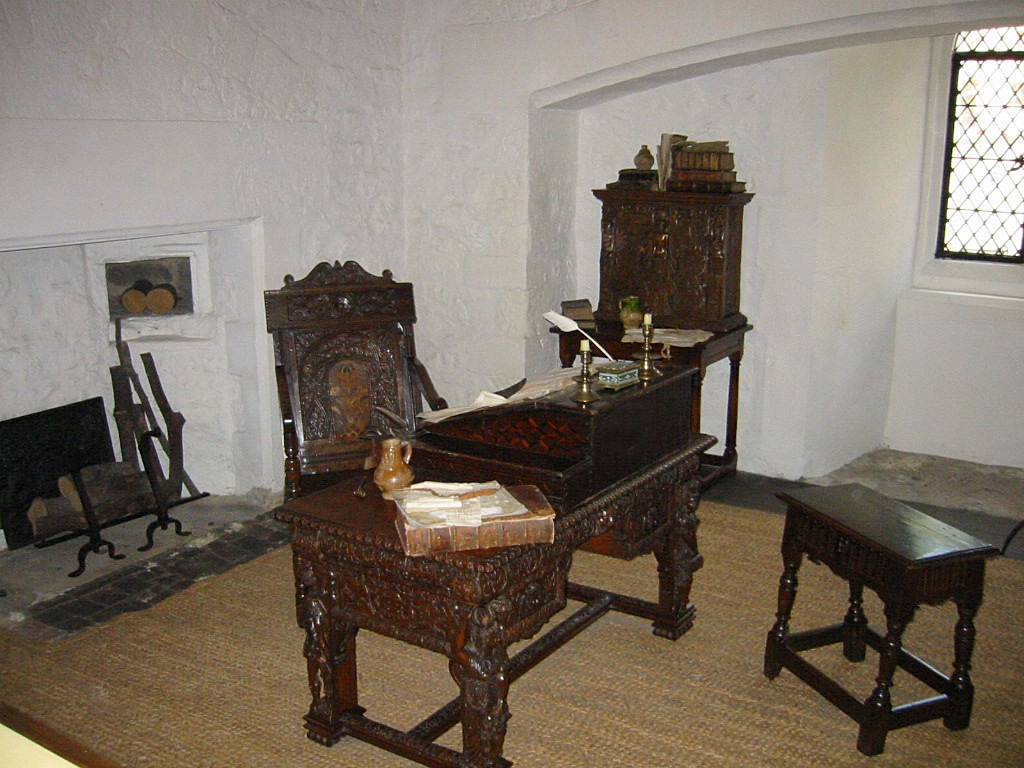
Rekonstruerad renässanseinteriör i Bloody Tower.

Bloody Tower var den ursprungliga porten till den inre borggården från flodsidan, tills St. Thomas's Tower uppfördes. Den övre delen byggdes om under Edvard III, omkring 1360. På nedersta planet finns en vinsch som styr porten; ursprungligen fanns även en inre port. Kammaren i tornet var en lyxvåning. Den användes till flera fångar av hög rang, som ärkebiskoparna Thomas Cranmer och William Laud av Canterbury, samt George Jeffreys, 1:e baron Jeffreys. 
Ursprungligen hette det Garden Tower, eftersom det ligger vid sidan om löjtnantens hage, men under tudortiden fick det namnet Bloody Tower, "Det blodiga tornet", eftersom Jakob I under ett besök år 1604 skulle fått höra att det var där prinsarna i Towern blivit mördade. De skelett som man tror var prinsarnas hittades dock nära White Tower år 1674, och det finns ingenting annat än ett gammalt rykte som knyter dem till Bloody Tower. Andra dödsfall ägde dock rum i Bloody Tower: Henry Percy, 8:e earl av Northumberland sköt sig antagligen där år 1585 för att slippa att bli dömd för högförräderi och därmed få släktens egendomar beslagtagna (han kan även ha blivit mördad) och under Jakob I:s regeringstid blev sir Thomas Overbury förgiftad i tornet.
Tornet är numera möblerat så som det kan ha sett ut under de tretton år, från 1603 till 1616 som sir Walter Raleigh satt fängslad där. Under denna tid byggdes ytterligare en våning på tornet så att Raleigh med familj skulle få plats.

### Queen's House
Queen's House är en L-formad fackverksbyggnad i tudorstil. Den kallades ursprungligen Lieutenant's House, och fick sitt nuvarande namn först under drottning Victoria. Byggnaden byter namn efter monarkens kön. Resident Governor of the Tower of London, löjtnantens moderna motsvarighet, bor där, och därför är det inte öppet för allmänheten. Även i denna byggnad har flera viktiga fångar placerats, under direkt uppsyn av löjtnanten. Enligt traditionen var den första Anna Boleyn och den nästa var Katarina Howard, Henrik VIII:s hustrur, som båda avrättades på Tower Green. Det är möjligt att Katarina sattes där, men historien om Anna stämmer inte, byggnaden uppfördes år 1540, fyra år efter att hon avrättades. Det kan ligga någon lite sanning bakom, att hon placerades i den byggnad som tidigare stod på platsen, men det verkar osannolikt eftersom den inte hade tillräcklig standard för en drottning, inte ens en som dömts för högförräderi. I rådskammaren på den övre våningen finns ett minnesmärke över Krutkonspirationen; Guy Fawkes förhördes i detta rum både före och efter att han torterats. Den sista fången i byggnaden var Rudolf Hess, som satt där i fyra dagar i maj 1941.

### St Peter ad Vincula
St Peter ad Vincula är ett kungligt kapell med status som Royal Peculiar. Det är sista vilorum för de som avrättats på Tower Green,  och för många som dog på Tower Hill. Den första kyrkan på platsen var en sockenkyrka för området utanför det ursprungliga Towern. Men då Henrik III utvidgade slottet kom den innanför murarna. Den nuvarande byggnaden är från 1519–1520, det vill säga under Henrik VIII:s regeringstid. Kapellet rymmer flera monument över officerare vid Towern och deras familjemedlemmar. Bland de kända personer som vilar där finns Anna Boleyn, Katarina Howard och Jane Grey och de två katolska helgonen Thomas More och John Fisher. År 1876 grävdes lämningarna under golvet upp, med drottning Victorias godkännande. De som kunde identifieras, som Anna Boleyn, gravsattes framför altaret.

### Waterloo Block och Jewel House

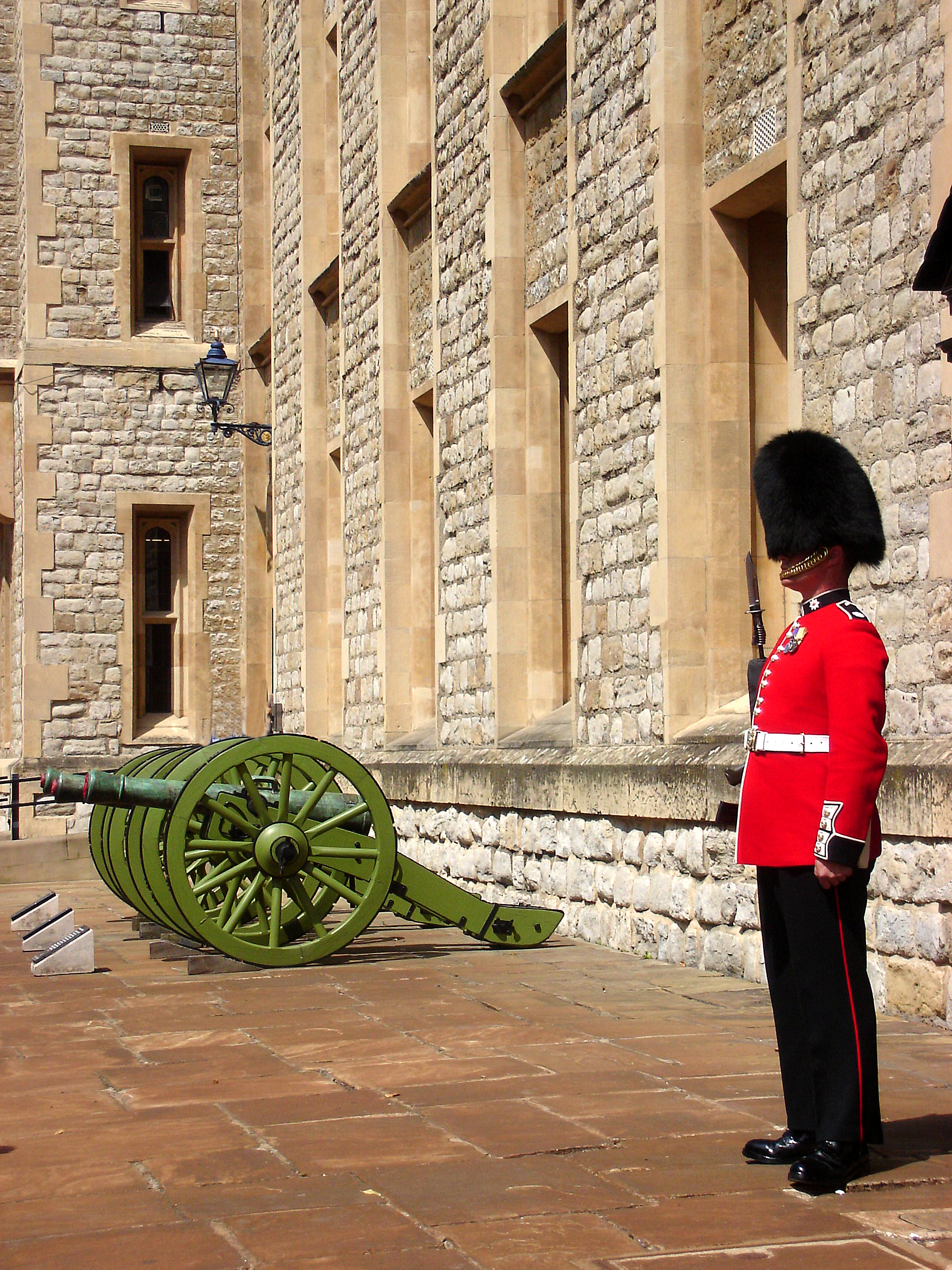
Gardist från Coldstream Guards utanfor Jewel House.

Waterloo Block, tidigare känd som Waterloo Barracks, är en kasern med plats för mer än tusen soldater. Den uppfördes medan hertigen av Wellington var konstapel i Towern, och är i nygotisk stil. Den västliga delen är känd som Jewel House, och rymmer sedan 1967 kronregalierna.

### Royal Fusiliers Museum
Royal Fusiliers Museum ligger i den tidigare officersmässen, som numera är högkvarter Royal Regiment of Fusiliers. Regementet grundades i Towern år 1685, först för att vakta Towerns kanoner. De kom senare i tjänst i andra städer, och museet visar regementets historia både i Towern och utanför Storbritannien.

### Hospital Block
Hospital Block var ursprungligen kontorsbyggnad för Board of Ordnance, och uppfördes 1699–1700. Den blev senare sjukhus för garnisonen. 

### New Armouries
New Armouries byggdes för Board of Ordnance 1663–1664. Den används numera av Royal Armouries.

### St Thomas's Tower

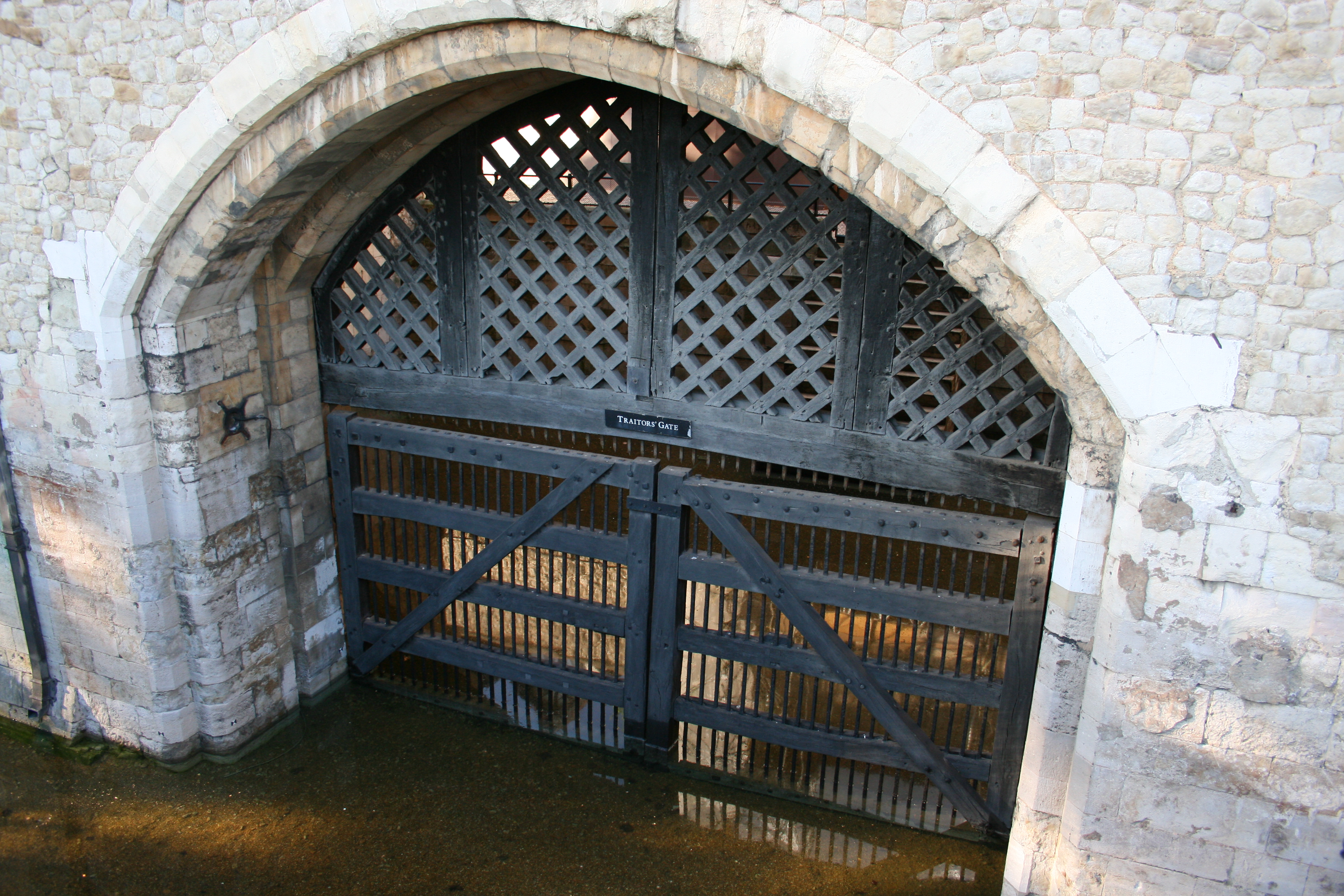
Den beryktade Traitor's Gate, för fångar som kom i båt.

St Thomas's Tower står i den yttre muren mot Themsen. Tornet restes av Edvard I mellan 1275 och 1279 för att ersätta Henrik III:s kungliga bostad i Wakefield Tower. Hallen har rekonstruerat, och ett oratorium har fått nytt färgat fönsterglas. Ett gemak har förblivit orestaurerat, så att man kan se hur mycket rummen har förändrats genom århundradena. I samband med kröningen av Anna Boleyn år 1532 byggdes det mesta av tornet om för att medlemmar av hovet skulle få rum där.
Tornet är främst känd för porten Traitor's Gate, "Förrädarporten". Genom den kom många av fångarna under Henrik VIII:s tid med båt till Towern. Porten öppnades och stängdes av ett maskineri som antingen kunde drivas av tidvatten eller av hästar. En kanonverkstad upprättades i tornet. Det fanns även en annan port, en privat ingång för kungliga som kom via floden. Under Edvard III blev den ersatt av en ny port i Cradle Tower, vid Lanthorn Tower.

### Well Tower
Well Tower, "Brunntornet", är möjligen det enda tornet utom White Tower som har behållit sitt ursprungliga namn. Detta trots att det är ett missvisande namn: Det finns inte någon brunn i tornet, men det finns schakt som man firade ned hinkar genom och hämtade vatten från Themsen.

## Tidigare byggnader

### Menageriet i Lion Tower
Det kungliga menageriet uppfördes på 1200-talet, troligtvis kring 1235 under Johan III, men kanske redan 1204 under Johan utan land. De första djuren hämtades från en djurpark som Henrik I hade uppfört år 1125 i Woodstock; William av Malmesbury uppgav att Henrik hade bland annat lejon, leoparder, lodjur och kameler där . År 1235 fick Henrik III tre leoparder i bröllopspresent – möjligen var det lejon eftersom dessa båda arter ofta blandades samman under medeltiden; från den tysk-romerske kejsaren Fredrik II. År 1264 flyttades de till The Bulwark, som bytte namn till The Lion Tower. Detta torn låg vid den västliga ingången till Towern. Under Elisabet I öppnades menageriet några gånger för allmänheten. Man har funnit en lejonskalle som man med C14-metoden daterat till ca 1280-1385, vilket innebär den äldsta kända förekomsten av ett av de stora kattdjuren på de brittiska öarna. .
Före år 1804 hade menageriet öppnat regelbundet för allmänheten. Det var i denna djurpark som William Blake såg tigeren som ska ha inspirerat honom att skriva dikten The Tyger. Den siste direktören, Alfred Cops, som tog över 1822, kom till en djurpark i förfärligt dåligt skick. Han skaffade nya djur och publicerade en illustrerad, vetenskaplig katalog. Men djurparkens dagar var räknade eftersom London Zoo skulle öppna i Regent's Park. Av kommersiella orsaker, hänsyn till djuren, och en önskan om att rusta upp Towern som fästning flyttades djuren. De sista lämnade Towern 1835. Det mesta av Lion Tower revs. det är bara porten Lion Gate kvar.

## Yeoman Warders

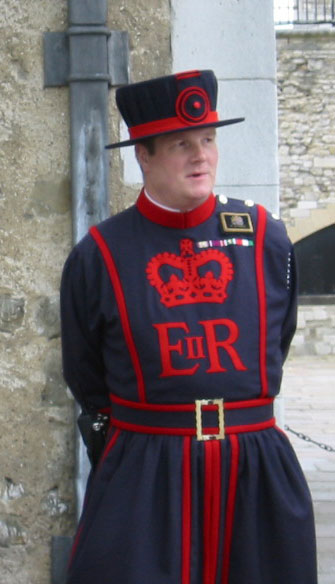
Yeoman Warder, eller «Beefeater».

Towern är känt för sina Yeomen Warders, för många mer kända som "Beefeaters". De bär till vardags en mörk uniform med monarkens monogram i rött och med röda ränder. När monarken besöker Towern, eller om de vaktar under en statsceremoni bär de traditionella röda uniformerna med guldränder från tudortiden, lik den som Yeomen of the Guard bär. Deras ursprungliga funktion var att vara fångvaktare och den brittiska monarkens personliga livvakter. Idag har Yeoman Wardens ceremoniella uppgifter, och fungerar som turistguider. Det är pensionerade officerare från armén och marinen som får platserna och det anses vara en ära. 
Den äldsta av ceremonierna på Towern, är Ceremony of the Keys. Det är den ceremoniella låsningen av Towern på kvällen och har pågått, mer eller mindre oförändrat, varje kväll i 700 år.
Den 3 september 2007 blev Moira Cameron historiens första kvinnliga Yeoman Warder. 

## Korparna

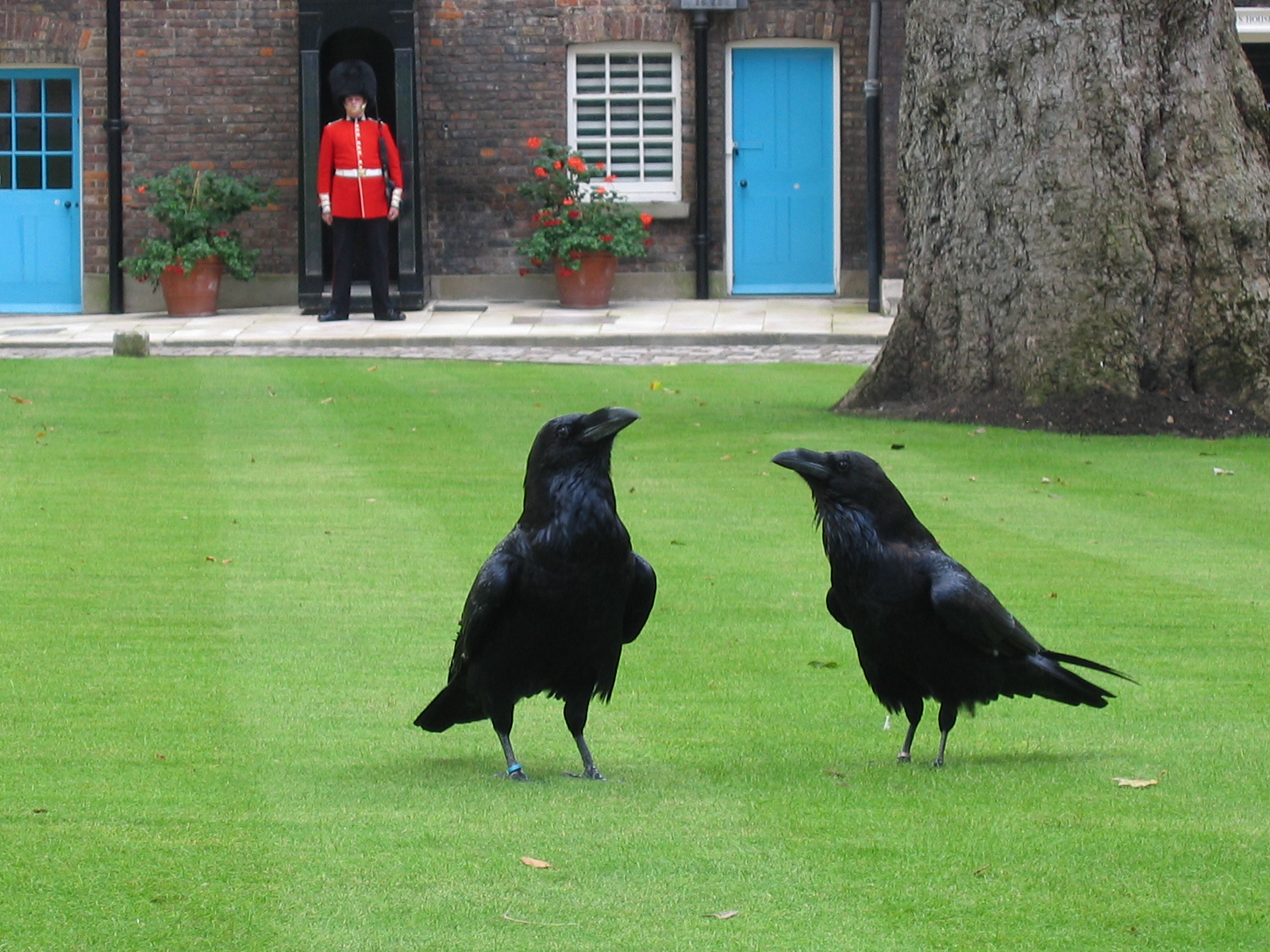
Två av korparna på Towern. I bakgrunden en av de två gardisterna från Drottningens garde.

Enligt gammal tradition ska det finnas minst sex korpar på Towern. Karl II ska ha krävt att de skulle bort därifrån eftersom de störde den kungliga astronomen John Flamsteed i hans arbete. Men detta skedde inte eftersom någon berättade legenden att om korparna lämnar Towern så kommer White Tower, monarkien och riket att falla. Med tanke på engelska inbördeskriget och avrättningen av Karl I så ska kungen inte vågat utmana denna vidskeplighet och flyttade istället observatoriet till Greenwich. 
Towerns officiella historiker, Geoffrey Parnell, har inte funnit några skriftliga referenser om korparna äldre än 1895, men ingen vet när de först kom dit eller när legenden uppstod . Vilda korpar var tidigare vanligt i London, särskilt runt köttmarknaderna. Det är möjligt att korpar som levde på avfall från marknaden runt  Eastcheap tidigt började hålla till på Towern.
Under andra världskriget dog alla korparna utom en, Grip, av chock under bombräderna . Då Towern öppnade på nytt 1946 såg man till att ha sex korpar på plats. 2019 finns sju korpar, som blivit vingklippta för att hindra dem att flyga iväg. De tas hand om en Ravenmaster, en uppgift som ges en av Yeoman Warders. De nuvarande korparna heter Jubilee, Harris, Gripp, Rocky, Erin, Poppy och Merlina. Den äldsta kända korpen på Towern kallades Jim Crow och dog 44 år gammal. År 2006 flyttades korparna inomhus under en period på grund av oro för fågelinfluensa, men sedan juli samma år har de varit ute. När korparna dör gravsätts de på området och namnet sätts upp på en skylt vid graven.

## Riksregalierna

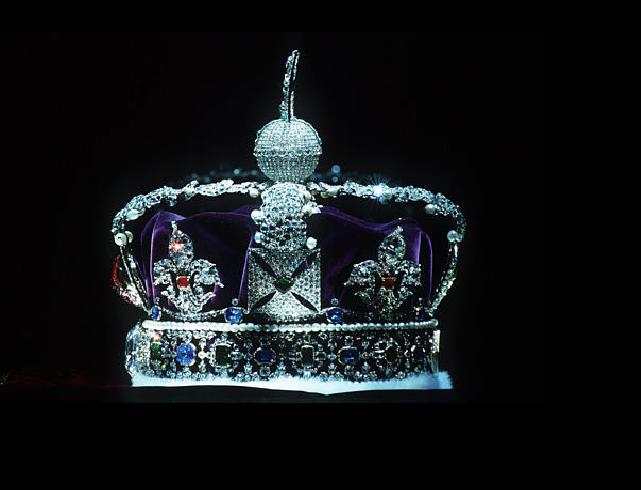
Imperial State Crown.

Riksregalierna, eller kronjuvelerna, har funnits i Towern sedan 1303, efter att ha stulits från Westminster Abbey. De flesta av dem ska ha återfunnits efter kort tid. efter kröningen av Karl II, men allmänheten kunde få tillstånd att se dem genom att betala en avgift till väktaren. Detta slutade man med efter att Thomas Blood stulit regalierna efter att ha bundit och satt munkavle på väktaren.
Regalierna blev därefter flyttade till Wakefield Tower där de fanns i omkring hundra år. Där skyddades de av beväpnade vakter. Under andra världskriget ska de ha blivit flyttade av säkerhetsskäl, och förvarats, tillsammans med Bank of Englands guldreserv, antingen i Sun Life Insurance Company i Montréal i Kanada, i Round Tower på Windsor Castle eller i Fort Knox i USA. Windsor är den troligaste platsen eftersom regalierna inte ska lämna riket. 
År 1967 flyttades de till Jewel House i Towern, där de fortfarande är. För många av Towern är det höjdpunkten att få se kronregalierna och det är ofta långa köer. För att hantera så många besökare, och samtidigt se till säkerheten, får besökarna stå på ett rullband som sakta kör förbi regalierna.